# 嶋田哲也
嶋田 哲也（しまた てつや、1967年5月13日 - ）は、山口県山陽小野田市出身の元プロ野球選手（投手、右投右打）、現プロ野球審判員。審判員袖番号は「24」。

## 来歴・人物

### 選手時代
中学から野球を始める。柳井商業高では2番手ながら3年春の県大会で優勝、中国地区大会の準決勝で登板した。卒業後、社会人野球の王子製紙米子に進むが、全国大会は未経験であった。
1990年のプロ野球ドラフト会議で阪神タイガースから5位指名を受け入団。
プロ1年目の1991年から一軍初登板を果たし、1993年にはプロ初勝利を挙げるが、これが最初で最後の勝利であった。同年6月27日、この年優勝したヤクルトスワローズを相手に先発すると、新人の伊藤智仁と投げ合って8回1失点と好投するが降板し結局延長15回引き分けとなった。1996年には中継ぎとして自身最多の22試合に登板するが、以降は一軍登板がなく、1998年に自由契約になり現役を引退。スリークォーターから、スライダー、カーブ、シュートを武器とした。
自身の現役引退時の激励会で、招待客の1人で同郷、熱狂的なタイガースファンでもある松村邦洋がスピーチで「名球会まであと199勝と迫った中での引退は誠に残念であり……」というコメントを述べ、場内は爆笑の渦だったそうである（松村とは同じ学年で、松村の中学時代の級友が嶋田と高校でバッテリーを組んでいたという）。

### 審判時代
引退の翌年1999年にセントラル・リーグの関西審判部に入局。プロ野球審判員となる。審判員袖番号は24（入局以来、24は1988年初採用から1997年退職まで福井宏がつけていた袖番号である）。
2008年のクライマックスシリーズ第2ステージに出場し、ポストシーズン初出場を果たした。また、2009年にはオールスターゲームに初出場している。
2014年には、同期入局の深谷篤と共に日本シリーズ（阪神タイガース対福岡ソフトバンクホークス戦）初出場を果たし、10月28日の第3戦（ヤフオクドーム）で球審を務めた。
2017年4月16日、ナゴヤドームで行われた中日ドラゴンズ対読売ジャイアンツ6回戦で二塁塁審を務め、史上126人目の通算1000試合出場を達成した。
2019年に日本で開催された第2回WBSCプレミア12スーパーラウンドおよび順位決定戦に派遣され、5試合に出場した。3位決定戦では左翼外審を務めた。
2021年シーズンより、サブクルーチーフに昇格。
2023年シーズンより、クルーチーフに昇格。同年11月5日、過去在籍した阪神タイガースが日本一を達成した、日本シリーズ第7戦（京セラドーム大阪）で球審を務めた。
2025年シーズンよりクルーチーフの役職を解かれ、ファームインストラクター兼審判員となる。

### 注目を集めた判定
2019年4月21日の阪神対巨人6回戦では、控え審判として試合に臨んだ。4回表、無死一塁で巨人の打者・岡本和真がショートゴロを放ち、阪神のショートの木浪聖也が併殺を狙った。しかし、二塁はセーフとなりセカンドの糸原健斗から一塁への送球は反れてボールデッドの箇所に入った。このプレーに対し審判団は走者二・三塁で再開しようとしたが控え審判であった嶋田が「規則上一塁走者は得点で打者走者は二塁である」とアドバイスをした。嶋田のこの判定が2019年のファインジャッジ賞に選定された。
球審を務めた2020年10月24日の阪神対巨人22回戦（東京ドーム）では、8回表二死、打者ジェリー・サンズの第4打席目、カウント2-1の状況から、鍵谷陽平が投じた外角低めへの直球をストライクとし、三振を告げた。これを不服としたサンズは、即座にヘルメットをかなぐり捨て、嶋田に対し猛抗議を始めたが、その行為を審判への侮辱行為とみなし、退場処分を下した。実は、同試合の第2打席でも同様のコースを見逃しての三振を喫しており、判定に対して納得のいかない素振りを見せており、結果としてこの日3つ目の三振となった。なお、サンズは来日98試合目にして初の退場、そして同シーズン、両リーグ通して初の危険球以外での退場となった。しかし、この判定に対しては疑義が生じているのも事実である。大城卓三が捕球してから、かなり間を置いてのストライクコールだったため、投じた鍵谷本人ですらマウンド上で立ち止まる様であった。サンズは、同年10月26日、日本野球機構（NPB）の斉藤惇コミッショナーより、厳重注意と制裁金10万円の処分を科され、この件は終了した。
2021年9月13日の中日対ヤクルト18回戦（バンテリンドーム）にて、9回表一死一・二塁でヤクルトの代打・川端慎吾の打球を中日の二塁手・堂上直倫が処理し一塁へ送球しセーフ、その後一塁走者・西浦直亨が挟殺プレーとなり、当時中日の遊撃手・京田陽太が二塁を踏んだ際に二塁塁審だった嶋田がフォース状態であることに気づかず、ジャッジをせずプレーが続行、二塁走者の古賀優大が本塁を狙いタッチアウトとなった。当時の中日与田剛監督のリクエストの結果、セカンドがアウトとなり試合終了となったため、ヤクルトの高津臣吾監督は猛抗議しヤクルト球団は試合後意見書を提出した。翌日、NPBはヤクルト球団に謝罪し、嶋田も厳重注意処分を受けた。
同年10月18日の阪神タイガース対広島東洋カープ23回戦（阪神甲子園球場）で、8回無死一塁で広島の代打・會澤翼の打球を阪神の左翼手・板山祐太郎がワンバウンドで捕球したように見えるにもかかわらず、嶋田はアウトと判定。また判定が遅かったため、飛び出していた一塁走者の大盛穂もアウトとなった。当時の広島の佐々岡真司監督はリクエストをしたが、判定は覆らなかった。
2024年4月13日の横浜DeNAべイスターズ対東京ヤクルトスワローズ2回戦（横浜スタジアム）にて、2回裏に石上泰輝の適時打により横浜DeNAは先制し、更に無死一・三塁という好機が続いていた。しかし、次打者の桑原将志の打球をヤクルトの三塁手・村上宗隆はワンバウンドで捕球し、直ちに二塁へ送球して一塁走者・石上はフォースアウト、更に二塁手・赤羽由紘は一塁へ転送するも打者走者・桑原はセーフとなり、一死一・三塁で再開と思われたが、ここで二塁塁審の嶋田は、三塁手・村上の捕球はワンバウンドではなくダイレクトキャッチだったと主張。その後、審判団4名で協議し、責任審判の嶋田は場内アナウンスで村上の捕球をダイレクトキャッチとし、打者走者の桑原はアウト、一塁走者の石上は一塁に帰塁できなかったためアウト、二死三塁で試合を再開すると説明。横浜DeNAの三浦大輔監督は猛抗議するも、村上の捕球は線審（三塁塁審）よりも前（ホーム方向）でのプレーのためリクエストの対象とはならず、判定は覆らなかった。次打者の梶原昂希は申告敬遠され、次打者のケイ（投手）は三振し、この回の攻撃は終了。試合は2-5で横浜DeNAの敗戦となった。

## 選手としての特徴
スリークォーターからの力強いストレートを武器としたが、制球に苦しむタイプであった。一例として、1996年6月29日のヤクルトスワローズ戦で古田敦也に対して死球すれすれの頭を掠めるビーンボールを4球続けたために古田が激怒、山田勝彦捕手とのもみ合いから両チームの選手が入り乱れての大乱闘騒ぎに発展したことがある。また乱闘の際ヤクルトのコーチ八重樫幸雄と掴み合いになってしまうなどエキサイトしていた（退場にはなっていない）。この試合では、後に嶋田の上司となる田中俊幸三塁塁審（責任審判）が、場内説明で「スワローズ」と言うべきところを「アトムズ」と言ってしまい、当時の川島廣守セ・リーグ会長までが処分を受けた。

## 詳細情報

### 年度別投手成績
| 年 度     | 球 団     | 登 板 | 先 発 | 完 投 | 完 封 | 無 四 球 | 勝 利 | 敗 戦 | セ 丨 ブ | ホ 丨 ル ド | 勝 率 | 打 者 | 投 球 回 | 被 安 打 | 被 本 塁 打 | 与 四 球 | 敬 遠 | 与 死 球 | 奪 三 振 | 暴 投 | ボ 丨 ク | 失 点 | 自 責 点 | 防 御 率 | W H I P |
| --------- | --------- | ----- | ----- | ----- | ----- | -------- | ----- | ----- | -------- | ----------- | ----- | ----- | -------- | -------- | ----------- | -------- | ----- | -------- | -------- | ----- | -------- | ----- | -------- | -------- | ------- |
| 1991      | 阪神      | 2     | 0     | 0     | 0     | 0        | 0     | 0     | 0        | --          | ----  | 14    | 4.0      | 2        | 0           | 1        | 0     | 0        | 2        | 0     | 0        | 0     | 0        | 0.00     | 0.75    |
| 1993      | 阪神      | 13    | 7     | 0     | 0     | 0        | 1     | 3     | 0        | --          | .250  | 172   | 39.0     | 37       | 6           | 19       | 2     | 2        | 28       | 1     | 0        | 21    | 20       | 4.62     | 1.44    |
| 1996      | 阪神      | 22    | 1     | 0     | 0     | 0        | 0     | 0     | 0        | --          | ----  | 138   | 29.1     | 35       | 1           | 7        | 0     | 4        | 15       | 0     | 0        | 18    | 12       | 3.68     | 1.43    |
| 通算：3年 | 通算：3年 | 37    | 8     | 0     | 0     | 0        | 1     | 3     | 0        | --          | .250  | 324   | 72.1     | 74       | 7           | 27       | 2     | 6        | 45       | 1     | 0        | 39    | 32       | 3.98     | 1.40    |

### 記録
- 初登板：1991年8月10日、対広島東洋カープ13回戦（広島市民球場）、8回裏に4番手で登板・完了、1回無失点
- 初奪三振：1991年9月3日、対広島東洋カープ17回戦（広島市民球場）
- 初先発登板：1993年6月19日、対読売ジャイアンツ13回戦（東京ドーム）、4回2/3、1失点で勝敗つかず
- 初勝利：1993年7月29日、対広島東洋カープ16回戦（甲子園球場）、5回1失点

### 背番号
- 45（1991年 - 1998年）

## 審判出場記録
- 初出場：2002年4月29日、阪神対中日4回戦（甲子園球場）、一塁塁審。
- 出場試合数：1773試合
- オールスター出場：3回（2009年、2016年、2022年）
- 日本シリーズ出場：4回（2014年、2016年、2020年、2023年）

（記録は2024年シーズン終了時）

## 表彰
- ウエスタン・リーグ優秀審判員：1回（2003年）
- セントラル・リーグ審判員奨励賞：1回（2010年）
- ファインジャッジ賞：1回（2019年）

（記録は2022年シーズン終了時）